# Malanzán
Malanzán è una città dell'Argentina, appartenente alla provincia di La Rioja, situata nella parte orientale della provincia.